# Громозека

Громозека (справа). Кадр из мультфильма «Тайна третьей планеты»

Громозе́ка — персонаж серии книг Кира Булычёва о приключениях Алисы Селезнёвой, а также мультфильмов «Тайна третьей планеты», «День рождения Алисы», мультсериала «Алиса знает, что делать!» и фильма «Лиловый шар», снятых по этим произведениям. Громозека — профессор археологии, инопланетянин с «туманной планеты Чумароза».

## Внешность, поведение
По книжному описанию, Громозека выглядит как нечто среднее между осьминогом, слоном и акулой.

Громозека — старый друг Алисы, гигантский археолог с планеты Чумароза, грозное чудовище, с виду похожее сразу на слона и осьминога, и добрейшее существо в душе.— «Лиловый шар»

Громозека в два раза больше обычного человека, у него десять щупалец, восемь глаз, панцирь на груди и три добрых, бестолковых сердца.— «День рождения Алисы»

При виде меня Громозека спустил на пол свёрнутые для удобства щупальца, в очаровательной улыбке разинул свою полуметровую пасть, дружески потянулся мне навстречу острыми когтищами и, набирая скорость, ринулся в мою сторону. Какой-то турист, никогда раньше не видевший обитателей планеты Чумароза, взвизгнул и упал в обморок.— «Путешествие Алисы»
Вес Громозеки составляет восемь с половиной вырлей в чумарозских мерах, или 320 килограммов («Лиловый шар»).
Имеет четверых детей, троих из которых зовут Оромозик, Помогриз и Земогрок. Страдает арахнофобией (боязнью пауков) и имеет сомнительное чувство юмора. Впечатлителен, раним, легко приходит в уныние и начинает плакать, попутно выпуская из ноздрей едкий дым. Впрочем, столь же быстро успокаивается и может легко развеселиться. Крайне мнителен. Очень любит валерьянку, чай для него — яд.

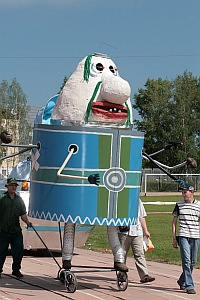
Громозека в карнавальном шествии. Самодельная работа
Громозека в кавказской черкеске с газырями в лунном ресторане «Селена». Иллюстрация Евгения Мигунова к повести «Путешествие Алисы»
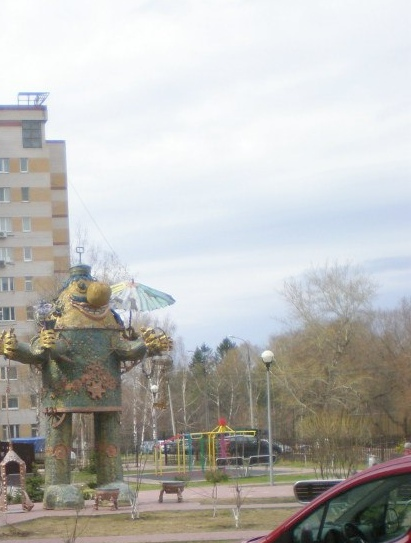
Памятник Громозеке. Нижний Новгород

## В книгах
- Путешествие Алисы (Три Капитана)
- Алиса на планете загадок
- День рождения Алисы
- Лиловый шар
- Алиса и притворщики
- Золотой медвежонок
- Гость в кувшине
- Звёздный пёс
- Алиса и крестоносцы
- Дети динозавров

## В кино и мультипликации
В мультфильме Романа Качанова «Тайна третьей планеты» (1981) Громозека изображён вполне человекоподобным: у него человеческое лицо, щупальца заменены тремя парами рук. Но при этом у героя трубчатые глаза, а металлический корпус, носимый на теле подобно панцирю, при надевании капюшона-шлема позволяет Громозеке, подобно Карлсону, автономно летать, но не в воздухе, а в открытом космосе — то есть, он здесь киборг. Озвучен Василием Ливановым.
В фильме «Лиловый шар» (1987), снятом по одноимённой повести, Громозека выглядит как высокий толстый гуманоид с четырьмя руками, большим количеством волос на голове и пышными усами. Одеждой служит не скафандр, а пышный меховой покров (возможно, естественный). Его роль сыграл Вячеслав Невинный, до этого (в «Гостье из будущего») игравший Весельчака У.
В мультфильме «День рождения Алисы» (2009) Громозека изображён более схожим с книжным образом: усы стали маленькими щупальцами с круглыми концами, панцирь заменён обычной одеждой, рук у него только четыре, а кожа фиолетовая. Но если принимать во внимание, что из рукавов торчат только по три пальца без ладоней, можно предположить, что в них по три тонких щупальца. Рост сходен с ростом обычных людей. Голос Громозеки — Алексей Колган.
В мультсериале «Алиса знает, что делать!» (2013—2016) Громозека четырёхглазый, имеет очки для полёта, штаны, куртку и жёлтую футболку, водит собственный корабль. Он также пьёт валерьянку, которую носит с собой в бутылочках, прикреплённых на поясе (перед этим произнося «Пора очухаться!», на что Алиса иронично вздыхает, намекая на вред её чрезмерного употребления). Озвучен Дмитрием Назаровым.

## Скульптуры
В 2013 году в одном из дворов Приокского района города Нижнего Новгорода был установлен памятник Громозеке, выполненный из металла, авторы памятника — художники, скульпторы и кузнецы Сергей Мельников, братья Андрей и Виктор Куликовы и Артём Маршак.